# 普卢兰
普卢兰（法語：Plourin，法語發音：[pluʁɛ̃]）是法国菲尼斯泰尔省的一个市镇，属于布雷斯特区。

## 地理
普卢兰（48°30'34"N, 4°41'13"W）面积25.69 平方千米，位于法国布列塔尼大區菲尼斯泰尔省，该省份为法国最西部的省份，位于布列塔尼半岛西部，北西南三面环大西洋，东临阿摩尔滨海省和莫尔比昂省。
与普卢兰接壤的市镇（或旧市镇、城区）包括：布雷莱斯、朗丁韦兹、拉尼尔迪特、朗里沃阿雷、普卢达尔梅佐、普卢甘、波斯波代尔、特雷韦尔加特。

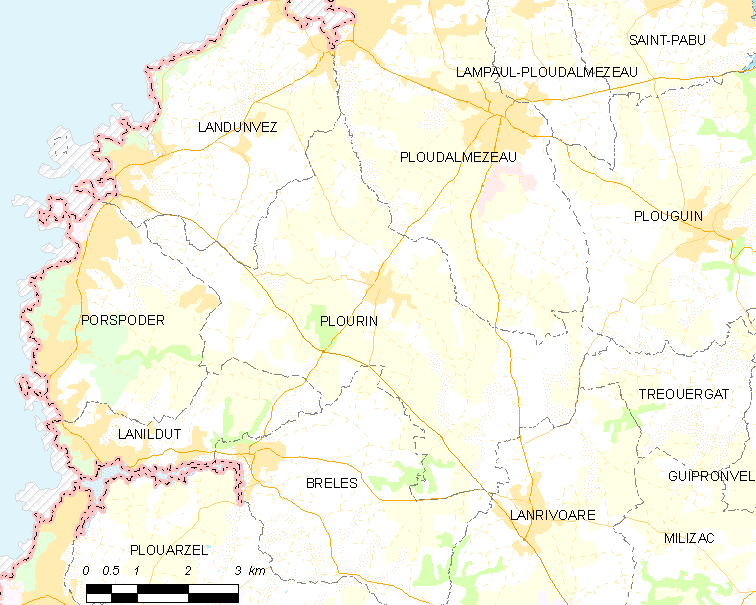
普卢兰的OSM定位图

普卢兰的时区为UTC+01:00、UTC+02:00（夏令时）。

## 行政
普卢兰的邮政编码为29830，INSEE市镇编码为29208。

## 政治
普卢兰所属的省级选区为圣勒南县。

## 人口

1962-2008年间普卢兰人口变化图示

普卢兰于2022年1月1日时的人口数量为1263人。